# Лекка, Константин

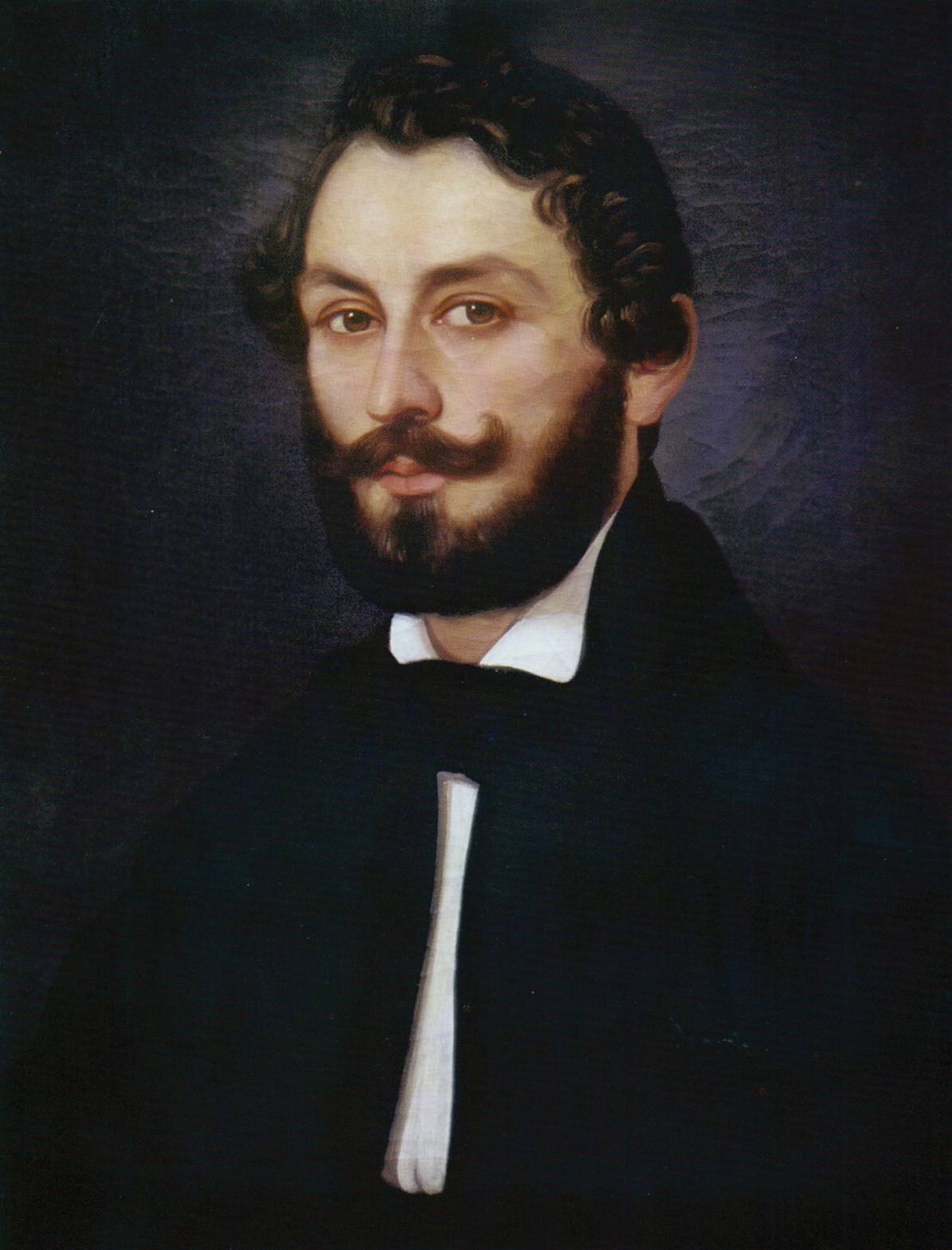
Константин Лекка, автопортрет

Константин Лекка (рум. Constantin Lecca, 4 августа 1807 г., Брашов, Румыния — 13 октября 1887 г., Бухарест) — румынский художник, график, писатель и педагог. Известен в первую очередь как выдающийся портретист, хотя писал также жанровые и исторические полотна.

## Жизнь и творчество
Константин Лекка родился в семье торговца. В 1827 году он уезжает в Будапешт учиться живописи. Так как достоверных сведений о полученном им системном художественном образовании не сохранилось, принято исходить из того, что Лекка был самоучкой. Тогда же установил тесные отношения с освободительным движением и революционерами румынского происхождения. Был дружен с Захарией Каркалеки. В 1833 году получает приглашение занять преподавательское место в Центральной школе («Școala Centrală») в Крайове. В 1838 году Лекка начинает издавать первый в Румынии журнал, посвящённый вопросам культуры, Mozaicul. В 1847 и в 1848 годах неоднократно посещает Париж, где входит в круг румынской революционной эмиграции, образовавшийся вокруг Николае Бэлческу и Димитрие Болинтиняну. Вернувшись на родину, Лекка участвует в румынской революции 1848 года, однако из страха перед репрессиями в отношении своей семьи вынужден был её оставить. Скрывался от преследований в своём родном городе Брашове. Позднее благодаря протекции и посредничеству Петраке Пойнару получает профессорскую кафедру в «Национальной коллегии Сфантул Сава» в Бухаресте (Colegiul Național «Sfântul Sava» din București).
Константин Лекка был первым в Румынии художником, отошедшим в религиозной православной живописи от старинных традиционных канонов и применившим европейскую технику рисунка. В последующие 15 лет он работает совместно с Мишу Поппом в различных церквях Бухареста и окрестностей румынской столицы, украшая их настенной монументальной живописью. Среди них следует назвать церковь «Куртя Веке» (Curtea Veche), старейшую из сохранившихся церквей Бухареста. Лекка оказал большое влияние также на развитие историзма в румынской живописи, а также на распространение в этой стране литографии и графического искусства. В 1870 году Константин Лекка заболевает болезнью Паркинсона и более не занимается рисованием. Захоронен на бухарестском кладбище Шербан-Водэ (Cimitirul Șerban Vodă).
Среди учеников Константина Лекки следует особо отметить художника Теодора Амана.

## Галерея

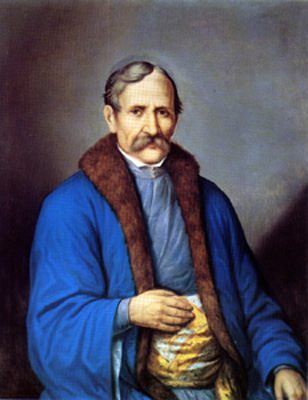
Портрет старика
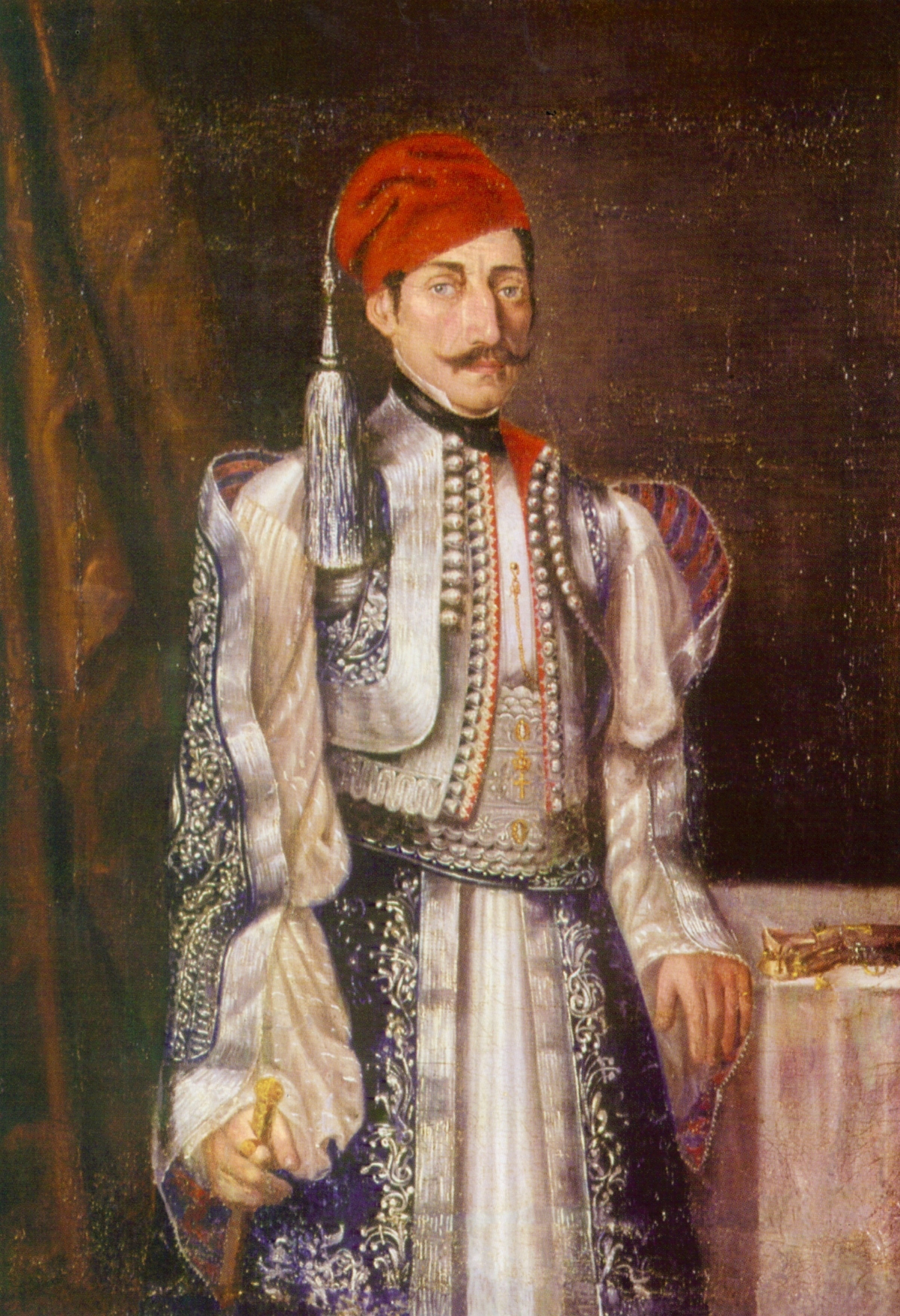
Албанец
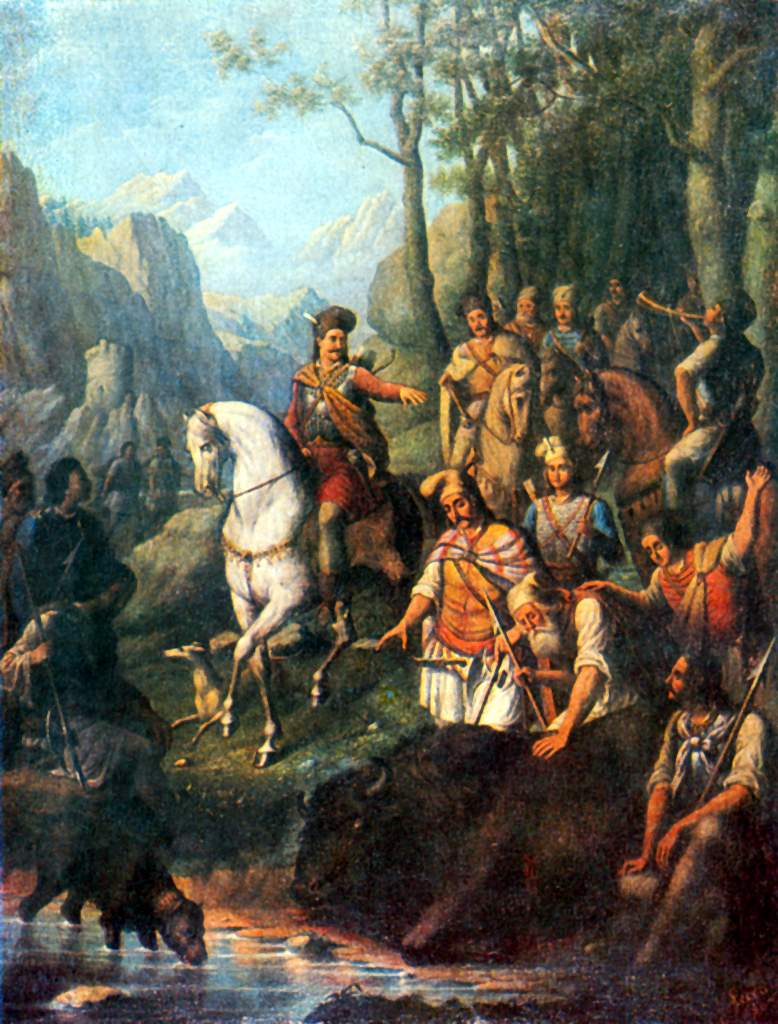
Драгош Водэ охотится на зубра
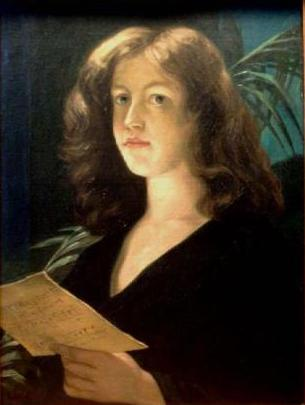
Читающая дама
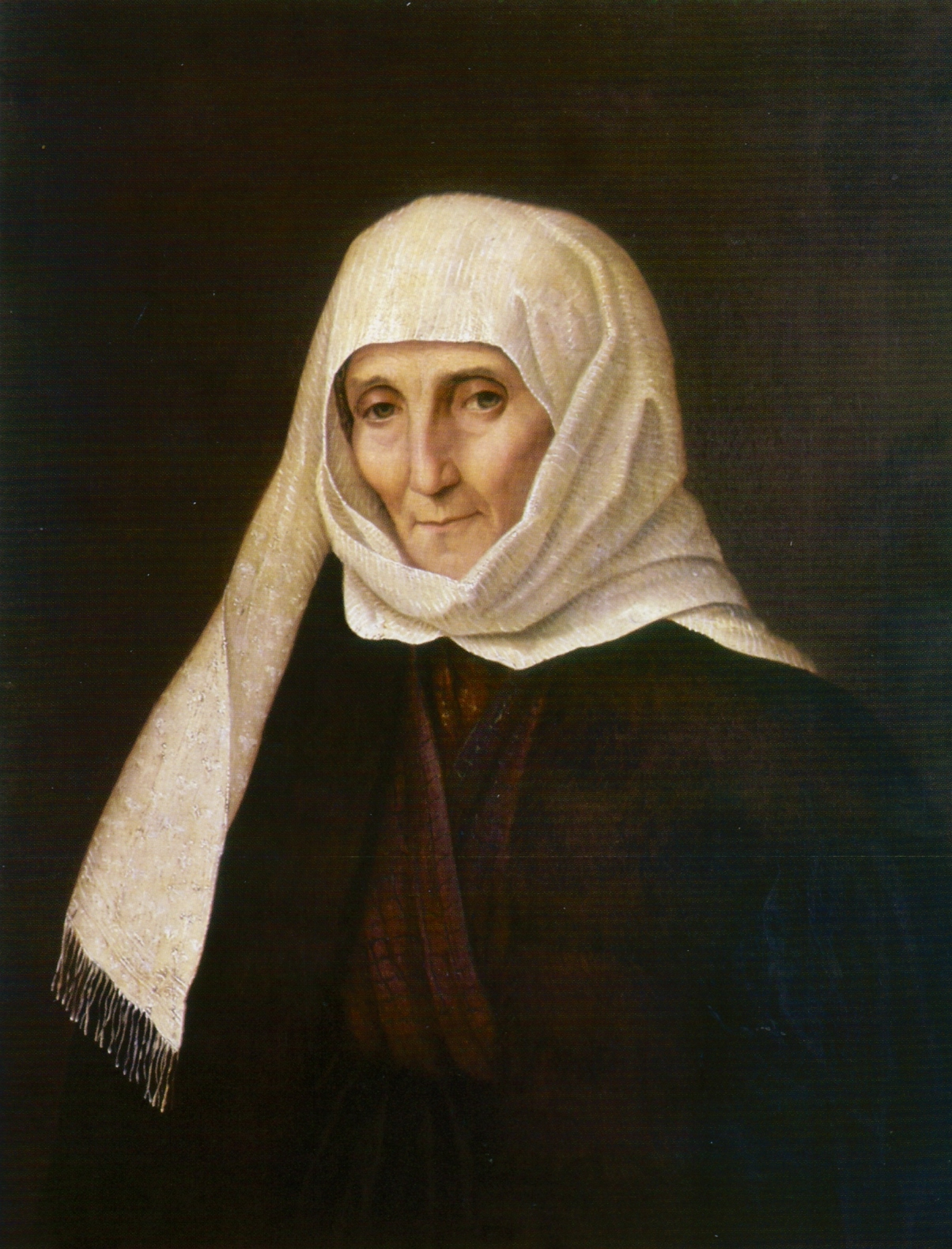
Портрет Марии, матери Титу Майореску